# Mont Bonvin
Der Mont Bonvin ist ein Berg mit einer Höhe von 2995 m ü. M. in den westlichen Berner Alpen auf Walliser Boden. Der Berg gehört zum Wildstrubelmassiv und befindet sich 1,2 km südlich des Plaine-Morte-Gletschers. An der Südflanke des Mont Bonvin befinden sich das Skigebiet Crans-Montana und der kleinere Bruder des Mont Bonvin, der Petit Mont Bonvin (2412 m ü. M.).
Auf der Dufourkarte war er als le Sex au bon vin mit 3033 m vermerkt.